# Samuel Frühwirth

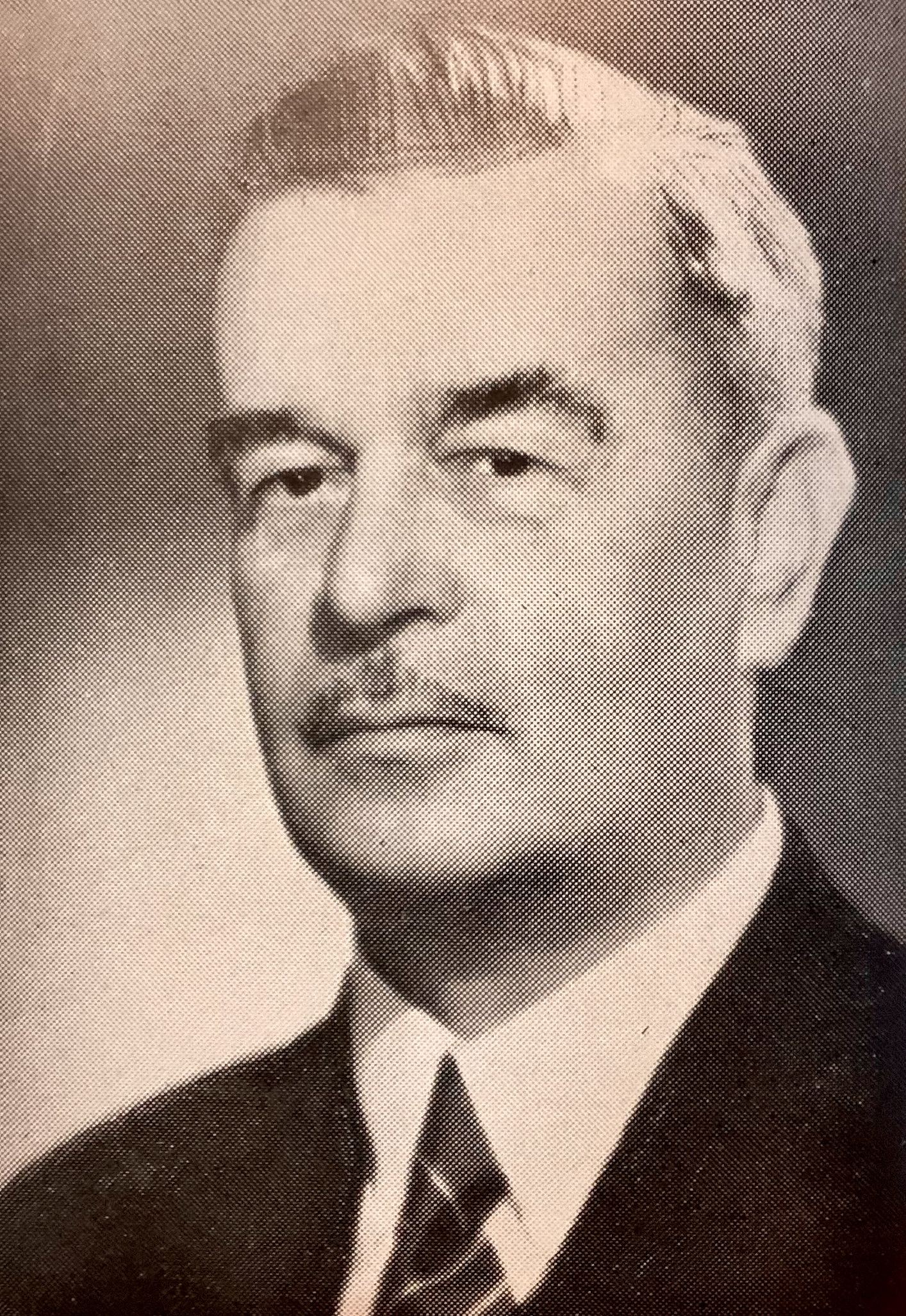
Samuel Frühwirth

Samuel Frühwirth (* 4. September 1876 in Preßburg, Österreich-Ungarn; † 3. November 1951 in Göttingen, Bundesrepublik Deutschland) war ein deutscher Politiker, Rechtsanwalt und Volkstumspfleger.

## Herkunft
Samuel Frühwirth entstammte einer deutschen Familie. Sein Vater Samuel Frühwirth d. Ä. (* 30. Dezember 1848 in Güssing, Königreich Ungarn, † 4. Oktober 1920 in Preßburg) stammte aus Güssing, Komitat Eisenburg und kam im Jahre 1871 nach Preßburg, wo er bis an sein Lebensende lebte. Dessen Vater war Schmiedemeister auf den Gütern der Grafen Batthyány. Nach dem Besuch der Grundschule besuchte Samuel Frühwirth d. Ä. die damals bekannten Evangelischen Schulanstalten in Oberschützen und erlernte den Lehrerberuf. In Preßburg wählte ihm die Evangelische Kirchengemeinde A.B. zum Lehrer der dortigen Volksschule; im Jahre 1897 wurde ihm die Leitung dieser Anstalt als Direktor anvertraut.
Seine musikalischen Kenntnisse erwarb Samuel Frühwirth d. Ä. als Schüler des Domkapellmeisters des Preßburger Kirchenmusikvereins bei St. Martin, Karl Mayrberger. Danach betätigte er sich intensiv auf kirchenmusikalischen Gebiet, im Jahre 1895 gründete er den neuen Kirchenchor der Evangelischen Kirchengemeinde A.B., dessen Leitung er bis zu seinem Ruhestand im Jahre 1910 behielt. Samuel d.Ä starb im Jahre 1920 und wurde auf dem Evangelischen Gaistor-Friedhof in Preßburg bestattet
Die Mutter Samuel Frühwirths stammte aus einer alteingesessenen Preßburger Weingärtnerfamilie.

## Leben
Samuel d. J. wurde am 4. September 1876 in Preßburg geboren. Er besuchte die Deutsche Volksschule und danach das Lyzeum in Preßburg. Danach studierte er Rechtswissenschaften an der Universität Klausenburg, dort wurde er zum Doktor der Rechte auch promoviert. Einen weiteren Dr. rer. pol. erwarb er an der Universität in Berlin.
Samuel Frühwirth war als Leutnant Teilnehmer des Ersten Weltkrieges an der Italienfront, aus dem er Ende 1917 zurückkehrte. Nach dem Zusammenbruch der Donaumonarchie und nach der Gründung der Ersten Tschechoslowakischen Republik begann er sich politisch zu betätigen. Bereits im Jahre 1921 war er Mitbegründer des „Deutschen Kulturverbandes“ (DKV) dessen Bezirksverbandsvorsitzender er wurde. Die Zentrale dieses Verbandes war in Prag, wo Frühwirth auch eine Stimme im Vorstand hatte. Die Aufgabe des Verbandes stand im Dienste des deutschen Schulwesens sowie der Erwachsenenbildung; es handelte sich Anfangs um eine unpolitische und überparteiliche Organisation. Im schulischen Bereich gehörte zu den Aufgaben des Kulturverbandes die Sicherung des muttersprachlichen Unterrichts, die Einrichtung von Kindergärten sowie Förderung der Erwachsenenbildung.
Die Arbeit im Kulturverband gestaltete sich nicht einfach, da die Deutschen im ehemaligen Königreich Ungarn (Oberungarn) eine andere völkische Einstellung hatten, als die Sudetendeutschen. Die deutschen Bevölkerungsschichten der damaligen Slowakei empfanden sich überwiegend als „Ungarn mit deutscher Muttersprache“, deren geflügelte Redensart lautete: „Ich habe wohl eine deutsche Zunge, aber ein ungarisches Herz!“ Sie wollten nach dem Zusammenbruch Österreich-Ungarn mehrheitlich bei Ungarn verbleiben und die gewaltsame Besetzung der Slowakei durch tschechische Legionäre lehnten sie ab. Zu groß war die Neigung zum Partikularismus, bedingt durch die verschiedene Mentalität der Preßburger, Zipser und Hauerländer, die sich untereinander kaum kannten und bislang keine Notiz voneinander genommen haben. Samuel Frühwirth betätigte sich zunächst in der bürgerlichen „Radikal-demokratischen Partei“ einem Ableger der sudetendeutschen Nationaldemokratischen Partei (DNP). Es war die Zeit der ersten 1920er Jahre als mehrere sudetendeutsche Politiker verschiedener Richtungen in die Slowakei kamen und das Feld der Zusammenarbeit hier sondierten.
Neben der Arbeit im Kulturverband vertrat Dr. Frühwirth über Jahre hindurch das Preßburger Deutschtum als Stadtrat.
Im Jahre 1927 wurde unter Federführung des Zipsers Roland Steinacker, des sudetendeutschen Fabrikanten Karl Manouschek sowie Franz Karmasin die 'Karpatendeutsche Volksgemeinschaft' gegründet, die sich vor den Parlamentswahlen 1929 in 'Karpatendeutsche Partei' (KdP) umbenannte. Bei Wahlen 1929 gewann sie jedoch keine Mandate. Erst im Jahre 1935, als sich die Karpatendeutsche Partei auf die Sudetendeutsche Partei zu stützen begann, war der Weg einer Instrumentalisierung eines großen Teils der Slowakeideutschen für die nationalsozialistische Politik des Deutschen Reiches vorgezeichnet.
Gegen Mitte der 1930er Jahre setzte eine immer stärker werdende Umorientierung im völkischen Lager des Karpatendeutschtums ein, angestoßen von der Entwicklung im Sudetenland. Schon vor den Parlamentswahlen von 1935 hatte Samuel Frühwirth den Vorsitz in dieser Partei abgegeben, blieb jedoch vorerst im engeren Führungskreis. Sein Einfluss schwand, als dem Führer des nationalgesinnten Sudetendeutschtums, Konrad Henlein, der KdP-Vorsitz übertragen wurde und dem späteren „Volksgruppenführer“ Franz Karmasin die Vertretung für die Slowakei übertragen wurde.
Mit dem „Umbruch“ von 1938/39 übernahm Karmasin gänzlich das Steuer in der karpatendeutschen Politik und Kulturarbeit. Eine Gleichschaltung im Sinne des Nationalsozialismus setzte ein. In ihrer Organisation gab es für Frühwirth nunmehr keinen Platz. Zu Beginn der 1940er Jahre zog er sich daher von der Politik gänzlich zurück und arbeitete als Rechtsanwalt in Preßburg. Auf kirchlichem Gebiet setzte er jedoch seine Tätigkeit fort.
Als Deutscher war auch Samuel Frühwirth von den Sanktionen der nach dem Zweiten Weltkrieg restaurierten Tschecho-Slowakei betroffen. Die Ankündigungen im Kaschaer Regierungsprogramm vom 5. April 1945 sowie die Beneš-Dekrete bezogen sich auch auf ihn. Seiner Heimat verlustig flüchtete er nach Deutschland.
In Deutschland beteiligte er sich an der Arbeit der Karpatendeutschen Landsmannschaft, die im Jahre 1949 gegründet wurde. Frühwirth starb am 3. November 1951 in Göttingen im Alter von 75 Jahren.

## Sonstiges
Samuel Frühwirth war seit jungen Jahren auch kirchlich engagiert. Ab 1908 war er Anwalt der Deutschen Evangelischen Kirchengemeinde A.B. in Preßburg. Nach der Gründung der selbständigen „Deutschen Evangelischen Landeskirche A.B.“ in der Slowakei im Jahre 1939, arbeitete er eine neue Verfassung für diese Kirche aus. In mehreren evangelischen Gemeinden der Slowakei (Ratzersdorf, Engerau, Grünau, Limbach) war er Kircheninspektor, später auch Presbyter in  der Preßburger Evangelischen Gemeinde A.B.
Samuel Frühwirth – mütterlicherseits als Nachfahre einer alteingesessenen Preßburger Weingärtnerfamilie –  setzte sich auch für den Weinbau in Preßburg vehement ein. Bereits vor dem Ersten Weltkrieg war er Präses des „Preßburger Weingärtner- und Kellervereins“. Zur 60-jährigen Jubiläum dieses Vereins fertigte er einen Festbericht an, den er am 12. März 1922 vor der Festgeneralversammlung vorgetragen hatte.